# Bavon Tshibuabua
Bavon Tshibuabua (né le 17 juillet 1991) est un ancien footballeur professionnel congolais qui a joué comme attaquant,.

## Carrière
Tshibuabua est né à Anvers, en Belgique. Il a commencé sa carrière à l'été 2008 dans l'équipe de jeunes du Standard de Liège et a signé le 20 juillet 2009 un contrat de trois ans avec le KFC Germinal Beerschot, il a fait ses débuts le 22 août 2009 contre le KV Mechelen.
Tshibuabua a rejoint l'équipe hongroise d'Újpest le 26 juin 2012 pour un contrat de trois ans.
Le 6 septembre 2019, Tshibuabua rejoint le club belge RFCB Sprimont.

## Honneurs
Újpest
- Coupe de Hongrie : 2013–14